# Михайлов Федір Михайлович
Михайлов Федір Михайлович (30 червня 1898 , Borovichskiy Uyezdd, Новгородська губернія  — 5 серпня 1942 , Славута, Кам'янець-Подільська область ) — лікар, один з організаторів підпільного антифашист. руху Опору на теренах пн. р-нів Хмельницької області. Посмертно удостоєний звання Героя Рад. Союзу (8 травня 1965). Н. в с. Перелуч (нині село Новгород. обл., РФ). 1915 вступив до школи юнг у Кронштадті, по закінченні якої був скерований до учбово-мінного загону на кораблі «Николаев», пізніше служив на лінкорі «Севастополь» та ескадреному міноносці «Эмир Бухарский». 1917 як учасник революц. виступу на кораблі «Николаев» відданий до військово-польового суду. Двічі обирався членом Кронштадтської ради матроських депутатів. Брав участь у бойових діях проти Пд.-Зх. армії Юденича. Після важкого поранення був демобілізований і переведений на посаду нач. зв'язку при штабі оборони Петрогр. р-ну. З кінця 1919 — на парт. роботі в Боровичському пов. Новгород. губ. 1921–26 навч. в Ленінгр. мед. ін-ті. Виключений з членів РКП(б) за самовільний від'їзд на навчання до ін-ту. По закінченні завідував рядом медпунктів у Росії. Зокрема, очолював: Красногорську та Ущербську лікарні Зх. обл., лікарню ім. Всерос. ЦВК в Іванівській обл., Приволзьку та Язиковську лікарні в Куйбишевській обл. У березні 1940 переїхав із сім'єю до м. Славута, де працював рентгенологом районної лікарні, зав. пологового від-ня, викладав у місц. мед. уч-щі.
1941 призваний на перепідготовку в армію. Під час німецько-рад. війни 1941–45 потрапив під Полтавою в оточення. У кінці вересня 1941, за завданням представника житомир. підпільної орг-ції, повернувся до Славути, де зайняв посаду гол. лікаря Славутської районної лікарні, при якій незабаром створив підпільну групу з полонених медпрацівників та місц. жителів. 22 грудня 1941 ініціював створення міжрайонного к-ту з кер-ва підпільною та партизан. діяльністю у 8-ми пн. р-нах Кам'янець-Подільської обл., а на поч. 1942 ініціював створення підпільної друкарні. Активно допомагав утечам військовополонених зі шталагу-301. 22 липня 1942 заарештований гестапо і після допиту страчений на території лікарні в Славуті.